# 게리 안소니 스터지스

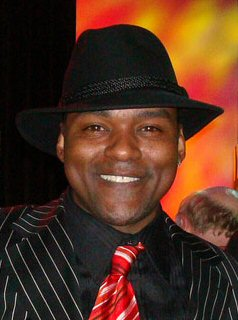

게리 안소니 스터지스(Gary Anthony Sturgis, 1966년 11월 3일 ~ )는 미국의 성우, 배우, 영화배우, 텔레비전 배우이다.
뉴올리언스에서 태어났다.

## 영화
- 다이어리 오브 매드 블랙 우먼 (2005년)
- 출격 명령 토네이드 (1995년)
- 블레이즈 (1989년)
- 뉴올리언즈의 밤 (1987년)